# Yacouba Sawadogo
Yacouba Sawadogo (4 aprile, 1946 – Ouahigouya, 3 dicembre 2023) è stato un agricoltore burkinabé.
Originario del Burkina Faso (Stato dell'Africa, noto un tempo come "Alto Volta"), ha riproposto e perfezionato con buon esito alcune tecniche di agricoltura tradizionale chiamate fosse Zaï, tipiche della regione del Sahel, conseguendo il recupero di suoli anche gravemente danneggiati dalla siccità, abbandonati totalmente perché considerati aree desertificate. 
Sawadogo è madrelingua More (lingua originaria della popolazione Mossi). Nel 2018, gli è stato riconosciuto il premio Right Livelihood Award e nel 2020 quello ONU di Campione della Terra. 
In un periodo che supera le quattro decadi, il lavoro di Yacouba Sawadogo con le fosse Zaï permise di trasformare un'area prevalentemente desertica in un'area forestale di circa 40 acri. L'area, situata ad est dell'ospedale, è chiaramente visibile dalle immagini satellitari ed è chiamata Bangr-Raaga in More, che significa "Foresta della Saggezza".
Nel settembre 2016 ha dichiarato di avere 70 anni, ma la datazione non è certa perché il computo degli anni avviene sulla base dei raccolti agricoli.

## Contesto ambientale
Le porzioni settentrionali del Burkina Faso sono considerate parte della fascia del Sahel, una regione semi-arida che si trova stretta tra il deserto del Sahara a nord e la savana subtropicale a sud. La regione soffre periodicamente la siccità. La più recente grande siccità avvenne durante gli anni settanta, provocando una carestia che ha ucciso moltissime persone.
Un effetto della siccità è stata un'estesa desertificazione. In combinazione con altri fattori come l'eccessivo pascolo, un'inadeguata gestione della terra (aratura nel senso sbagliato, mancata rotazione delle colture, scarsità di fertilizzante, piante inadeguate, eliminazione di barriere di piante che ostacolano il vento e il precipitoso scorrimento dell'acqua piovana), e la sovrappopolazione (che implica l'uccisione degli alberi per eccessiva asportazione di rami che servono per cucinare e fornire illuminazione), la siccità porta a un sostanziale aumento della terre desolate, particolarmente sulle pendici, a causa della difficoltà nel coltivare terre in declivio. Abbandonato a sé stesso, il suolo sperimenta l'aumento dell'erosione e la compattazione del suolo, che diventa troppo duro per poter essere perforato dalle radici dei germogli.

## Riabilitazione dei suoli
Assieme a Mathieu Ouédraogo, un altro innovatore locale dei metodi agricoli, negli anni ottanta, Yacouba Sawadogo inizia a sperimentare tecniche per riabilitare il suolo danneggiato. Si affidava a semplici approcci tradizionali della regione: piccoli muretti composti da pietre ("cordon pierreux") e le fosse Zaï. Sia Sawadogo che Ouédraogo si sono impegnati per estendere le loro tecniche a tutta la regione.

### Cordons pierreux
I "cordons pierreux" sono sottili e basse linee di pietre delle dimensioni di un pugno disposte nei campi lungo una medesima quota altimetrica, con lo scopo formare un sistema per la cattura dell'acqua piovana che precipita in modo torrenziale in alcune stagioni. Quando cade, la pioggia spinge in basso fango e detriti, che poi si accumulano nei cordoni formando delle micro-dighe. Rallentando il flusso dell'acqua, se ne permette un migliore assorbimento da parte del terreno sottostante. Gli accumuli di detriti forniscono anche punti comparativamente più fertili e più morbidi che permettono a qualsiasi pianta locale di germogliare. Allora le piante, spesso erbacee, rallenteranno ancora di più le prossime piogge, e infine le loro radici romperanno il suolo compattato, permettendo così ulteriore infiltrazioni d'acqua.

### Fosse Zaï
Le fosse, o buchi, Zaï, catturano l'acqua in maniera semplice. Sono buche scavate spaccando il terreno argilloso, parzialmente impermeabile, reso duro dalla cottura continua da parte del sole subtropicale. Scavando queste fosse, zappando la coltre di terreno duro e asciutto, si sostituisce il contenuto con una miscela di foglie morte, legnetti, sassi, spazzatura, terra e sabbia, pratica usata tradizionalmente in modo limitato per rigenerare la terra. Yacouba Sawadogo introdusse alcune modifiche, come le maggiori dimensioni e profondità delle fosse, l'aggiunta di grandi quantità di escrementi animali assieme a maggiori quantità di spazzatura biodegradabile, che costituivano una robusta dose di nutrienti tale da consentire la crescita di piante di buone dimensioni, abbastanza robuste. Specialmente gli escrementi animali attraggono termiti, che costruendo piccoli condotti aiutano a frammentare ulteriormente il suolo. Le fosse Zaï sono state utilizzate per coltivare alberi di vari tipi, e graminacee adatte ai climi secchi, come il miglio e il sorgo.

### Diffusione delle tecniche
Per promuovere questi metodi, particolarmente le fosse Zaï, Yacouba Sawadogo organizza biennalmente i "Giorni di Mercato" nella sua campagna nei pressi del villaggio di Gourga. Spesso arrivano agricoltori da più di cento villaggi della regione, che condividono campioni di semi, si scambiano consigli e trucchi e imparano reciprocamente.

## Conflitto con il governo del Burkina Faso
La foresta di Sawadogo (Bangr-Raaga in Mossi) è stata annessa dalla vicina città di Ouahigouya, sotto gli auspici di un programma governativo per aumentare le risorse della città. Da quel che prevede il programma, Yacouba Sawadogo e i suoi famigliari più prossimi hanno il diritto a ricevere fino a un decimo di 4.000 m², e non riceveranno alcun'altra compensazione.
Nel 2008, Sawadogo stava cercando di raccogliere 20.000 dollari statunitensi per acquistare quelle terre.
Nel 2010, Sawadogo stava cercando di raccogliere 100.000 € perché grazie al suo lavoro di fertilizzazione, queste terre hanno aumentato il proprio valore.
Nel 2012, l'espansione della città di Ouahigouya è arrivata ai confini della foresta di Sawadogo.
Dal 2019 vengono costruiti i primi edifici all'interno della foresta di Sawadogo. Le autorità riportano un procedimento amministrativo per proteggere i terreni come patrimonio municipale ma la foresta continua a subire danni a causa dei nuovi abitanti.
Il 18 giugno 2021, è stata inaugurata una barriera per l'intera foresta, alla presenza del segretario generale del Ministero dell'Ambiente burkinabé.

## Opere derivate
Il contadino burkinabè è il principale soggetto e interprete del film documentario The Man Who Stopped the Desert, realizzato dalla 1080 Films, che venne proiettato per la prima volta nel Regno Unito nella primavera del 2010.